# Konstantinos Konstantopoulos

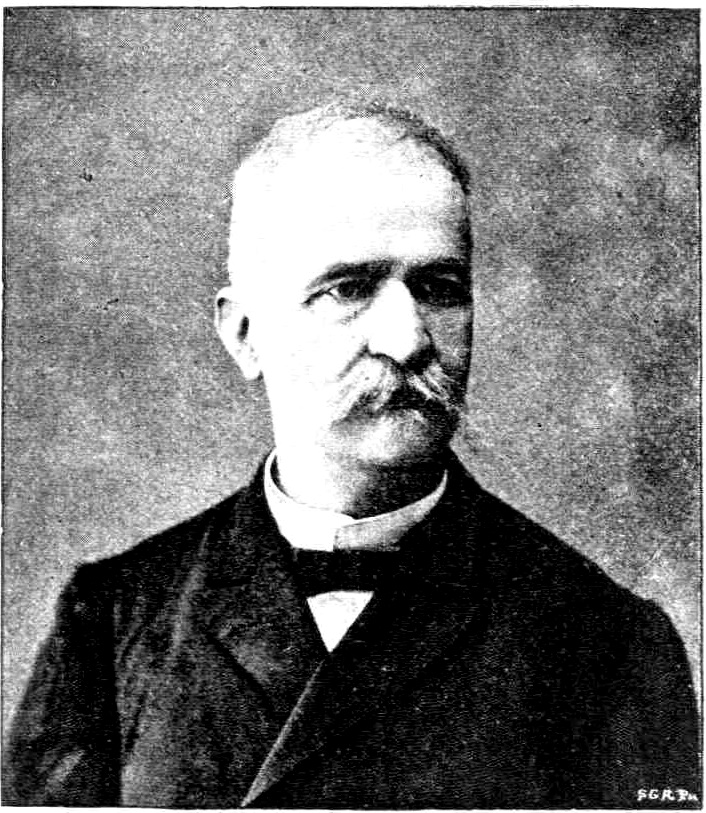
Konstantinos Konstantopoulos

Konstantinos Konstantopoulos (griechisch: Κωνσταντίνος Κωνσταντόπουλος) (* 1832; † 1910 in Athen) war ein griechischer Politiker und Ministerpräsident Griechenlands.
Konstantopoulos war während der Regierungszeit von König Otto I. Bürgermeister von Patras. Später war er Präfekt der Präfekturen Achaia und Elis.
Später wurde er als Mitglied der Nationalistischen Partei (Komma Ethnikofronon) von Alexandros Koumoundouros zum Abgeordneten der Nationalversammlung (Voulí ton Ellínon) gewählt. Dort vertrat er bis 1904 den Wahlkreis von Mantineia, einer Stadt in Arkadien. 1890 bis 1892 war er Präsident der Nationalversammlung.
Nach dem Rücktritt von Ministerpräsident Theodoros Deligiannis aufgrund von Meinungsverschiedenheiten mit König Georg I. in wirtschaftlichen Fragen, wurde Konstantopoulos am 1. März 1892 dessen Nachfolger. Er wurde vom König mit der Durchführung von vorgezogenen Neuwahlen beauftragt. Bei der Wahl zur Nationalversammlung am 3. Mai 1892 unterlag die Nationalistische Partei von Konstantopoulos und Deligiannis jedoch der Neuen Reformpartei von Charilaos Trikoupis. Am 22. Juni 1892 übergab er das Amt des Ministerpräsidenten an Trikoupis.

## Biographische Quellen und Hintergrundinformationen
- Biographie
- Evi Koukouraki: Von den griechischen Befreiungskriegen bis in die Gegenwart: Geschichte des jungen Griechenlands. 2003
- The Greek Economy 1833–1897. Foundation of the Hellenic World

| Vorgänger             | Amt                                   | Nachfolger          |
| --------------------- | ------------------------------------- | ------------------- |
| Theodoros Deligiannis | Premierminister von Griechenland 1892 | Charilaos Trikoupis |

| Personendaten    | Personendaten                  |
| ---------------- | ------------------------------ |
| NAME             | Konstantopoulos, Konstantinos  |
| KURZBESCHREIBUNG | griechischer Ministerpräsident |
| GEBURTSDATUM     | 1832                           |
| STERBEDATUM      | 1910                           |
| STERBEORT        | Athen                          |